# Marlous Nieuwveen
Marlous Nieuwveen (Leiderdorp, 12 aprile 1980) è un'ex cestista olandese, professionista nella WNBA.